# 浦东开发开放
浦东开发开放是中共中央、中华人民共和国国务院于1990年4月宣布的一项决策，促成了上海市浦东新区的诞生，浦东的地区生产总值在之后20年里的增长了60多倍，成为中国改革开放的最重要标志之一。

## 背景

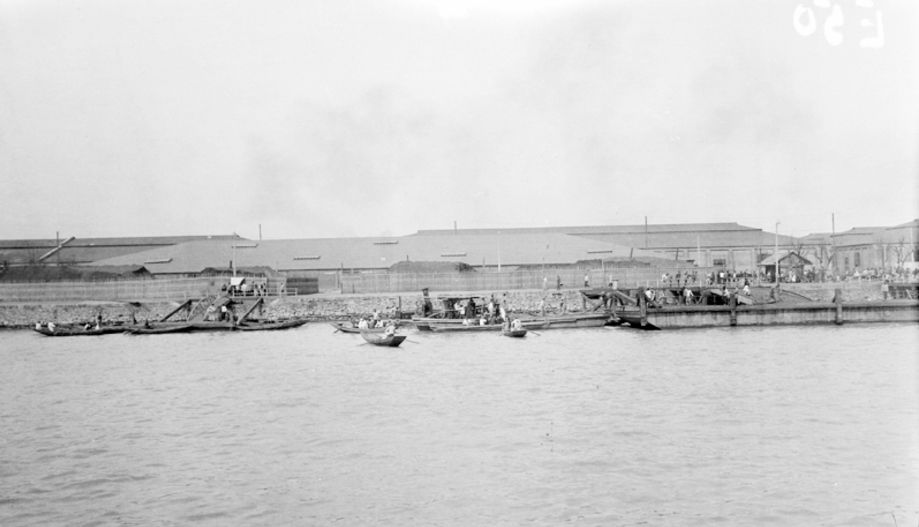
图中1920年代的浦东只有低矮的建筑，而当时的浦西已经相当繁荣

### 上海的经济困境

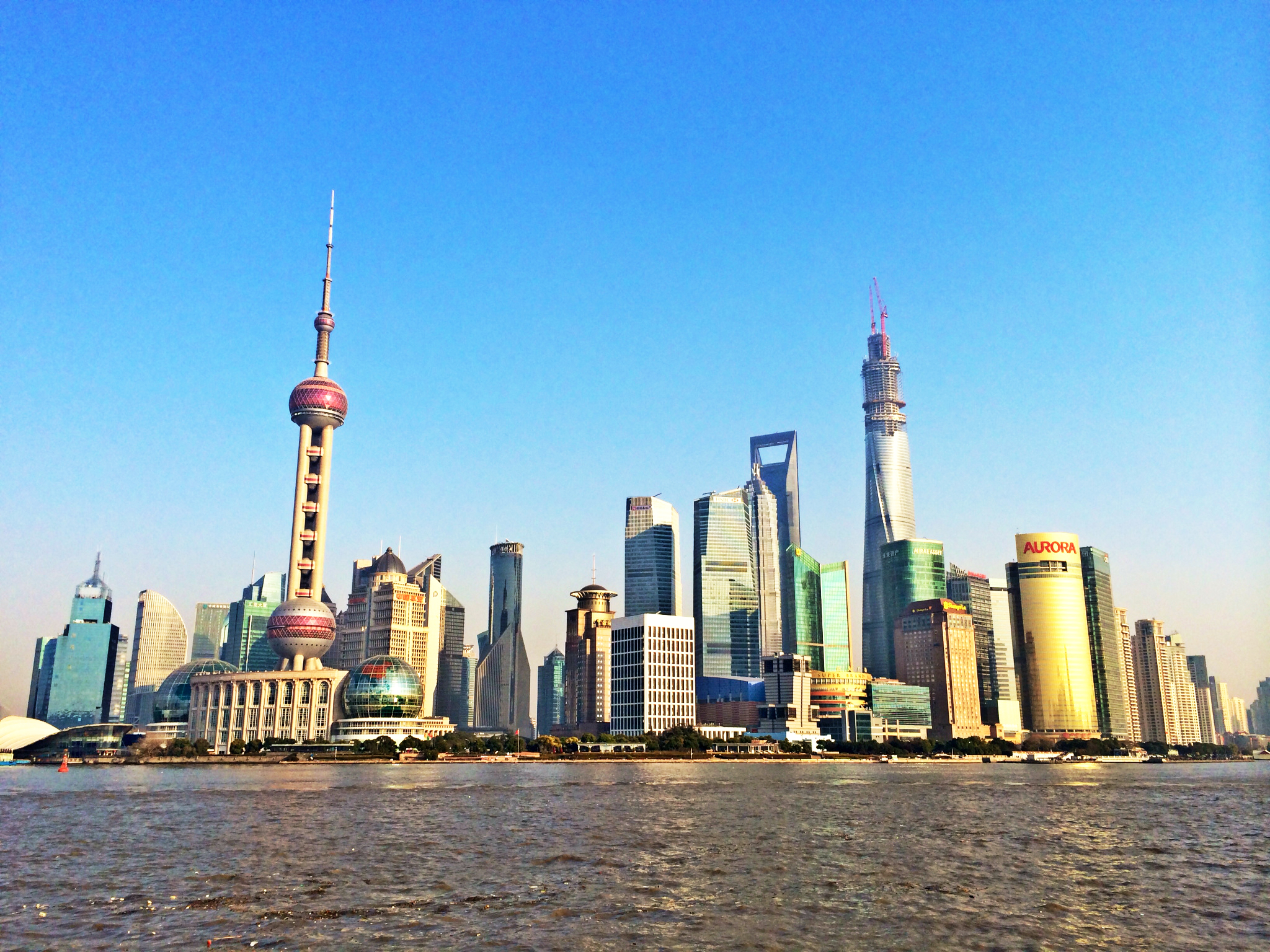
陆家嘴金融贸易区内的建筑群是浦东开发开放的象征

黄浦江两岸的经济发展长期存在巨大差距。浦东意为“黄浦江之东”，但是在1990年之前，浦东并非地图上的名词，而是泛指原川沙县、南汇县，以及原奉贤县东部和其他区县在黄浦江东岸的少量地区。由于黄浦江将两岸交通阻隔，浦东长期只能依靠摆渡船与浦西往来，发展非常缓慢。1292年置上海县，县城位于浦西，1843年上海开埠，各国陆续设立租界，全部位于浦西。在1990年，浦东经济占上海的比重为8%，而陆家嘴地区基本为简陋住房组成的棚户区。上海市民中广泛流传有这样一句话：宁要浦西一张床，不要浦东一间房，显示了两岸的巨大差距。
同时上海整体也面临着经济的困境。上海长期为中国最大的工业基地，至改革开放前，工业总产值一直占全国三成左右。但是1980年代起，上海作为中国大陆经济中心的地位不断受到南方新兴经济特区挑战，经济发展缓慢，地区生产总值占全国的份额从1978年的7.48%降为1990年的4.19%。

### 对中国的意义
对于开放开放上海浦东的决策，邓小平起了至关重要的作用，邓小平在1990年说：“上海是我们的王牌，把上海搞起来是一条捷径。”然而由于上海经济在全国占有很重要的比重，如果在上海发展特区或新区失败，就会对中国的经济造成重大影响，因此邓小平直到深圳的特区政策取得了显著成果后，才正式拍板开发浦东。邓小平说：“开发浦东，这个影响就大了，不只是浦东的问题，是关系上海发展的问题，是利用上海这个基地发展长江三角洲和长江流域的问题。”他认为，开发浦东不仅有助于上海的发展，而且能进一步推动长江三角洲和长江流域的发展，乃至对全国改革开放的局面都有着重要的影响。

### 政治因素
因为六四事件后，各国对中国是否继续施行改革开放表示质疑，邓小平说：“现在国际上担心我们会收，我们就要做几件事情，表明我们改革开放的政策不变，而且要进一步地改革开放。”邓小平提出，希望上海市的领导能用采取一些行动，来体现中国继续推行改革开放政策的决心。对于上海市政府提出的开发浦东的构想，邓小平表示赞成，并且亲自将“开发浦东”改为“开发开放浦东”。

## 前期准备
1980年代中期，上海开始对开发浦东进行调研。1984年，国务院改造振兴上海调研组和上海市人民政府共同制订了《关于上海经济发展战略的汇报提纲》，第一次提出开发浦东问题。之后上海市人民政府将《关于上海经济发展战略的汇报提纲》上报中共中央和国务院，并与1985年2月8日获得批准，国务院要求“力争到本世纪末把上海建设成为开放型、多功能、产业结构合理、科学技术先进、具有高度文明的社会主义现代化城市。”这标志着开发浦东的设想获得了中央的肯定。在上海市政府于1985年制订的《上海市城市总体规划方案》中，已经列入了浦东开发的内容。
1987年7月，由各国专家组成的开发浦东联合咨询小组开始对浦东开发专题进行研究，到了8月，《浦东新区规划纲要》（草案）和初步方案由上海市规划局编制完成。在1988年5月，上海市召开了浦东新区开发国际研讨会，当时的中共上海市委书记江泽民、市长朱镕基与140多名各国专家学者出席了会议。11月，上海市政府成立了开发浦东新区领导小组。
1989年2月， 上海市委、市政府向中共中央提交了《关于开发浦东的报告》，国务院副总理姚依林之后率国务院特区办、国家计委、财政部、中国人民银行、经贸部、商业部、中国银行的负责人至上海调研论证，并向中央和国务院呈送了《关于上海浦东开发的几个问题的汇报提纲》，得到批准。

## 主要事件

2009年之后的浦东新区范围

1990年4月18日，时任国务院总理李鹏在上海大众汽车有限公司成立五周年庆祝大会上宣布，党中央、国务院同意上海加快浦东地区开发，在浦东实行经济技术开发区和某些经济特区的政策，这是浦东开发开放的标志性事件。1990年5月3日，上海市人民政府浦东开发办公室挂牌成立。
国务院（国函〔1992〕145号）在1992年10月11日批复设立上海市浦东新区。浦东新区的范围包括原川沙县，以及上海县的三林乡、黄浦区的黄浦江以东部分、南市区的黄浦江以东部分、杨浦区的黄浦江以南部分。
2000年8月6日，浦东新区人民政府正式成立，浦东新区人民代表大会和中国人民政治协商会议浦东新区委员会又相繼成立。
2005年6月21日，国务院总理办公会议批准浦东新区为中国大陆的第一个综合配套改革试验区，这是中国仅有的三个全面型改革试验区之一。
国务院（国函〔2009〕52号）又于2009年4月24日批复同意撤销南汇区，将南汇区行政区域整体并入浦东新区，浦东新区的面积增加了一倍，成为上海最大的市辖区。

## 配套工程与政策

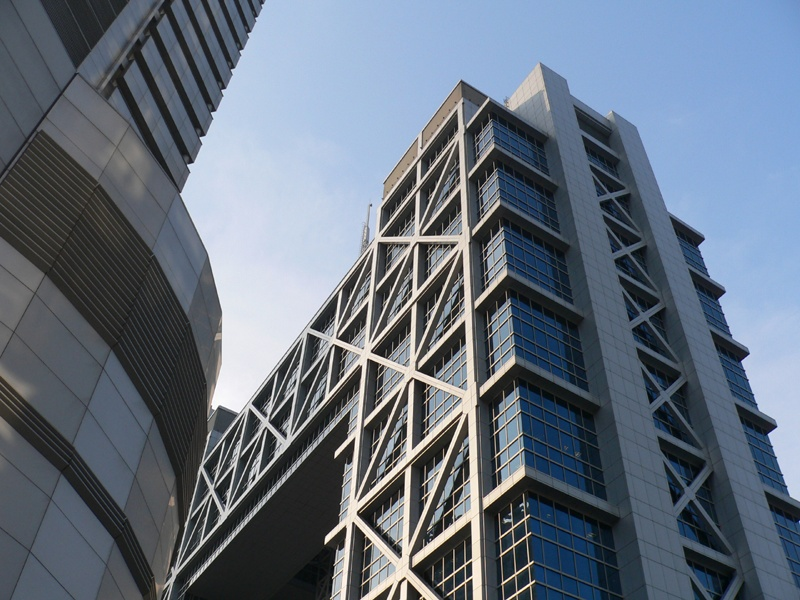
位于浦东的上海证券交易所是全球交易额最大的证券交易所之一

上海市对于浦东开发制定了“三个先行”的策略，即基础设施先行、金融贸易先行、高新技术产业化先行，并建立了外高桥保税区、陆家嘴金融贸易区、金桥出口加工区等重要开发区域。

### 基础设施
浦东对外缺乏桥梁，对内又缺少高等级公路，因此基础设施的建设始终伴随着开发的进程。1991年12月，全长8346米的南浦大桥建成通车，这是黄浦江中下游的第一座桥梁。之后又陆续建成杨浦大桥等多座桥梁和隧道，浦东境内也陆续建成了罗山路立交桥、龙阳路立交桥等大型交通设施，地铁也通至浦东境内。1993年，邓小平登上杨浦大桥并视察了浦东的建设，赞叹道：“喜看今日路，胜读十年书。”截至2012年，穿越黄浦江以连接浦东新区与浦西的桥梁和隧道已有20余座。
外高桥新港区1991年7月开始建设，1993年10月30日正式开港，建成900米码头，有4个万吨级泊位。
1991年12月，上海外高桥发电厂开工兴建，规划装机容量540万千瓦，为当时规划装机容量最大的火力发电厂，于1997年11月建成。浦东国际机场于1999年投入使用，已成为中国客流最大的机场之一。洋山港于2005年建成，至2010年起为世界最大的集装箱港。

### 金融贸易

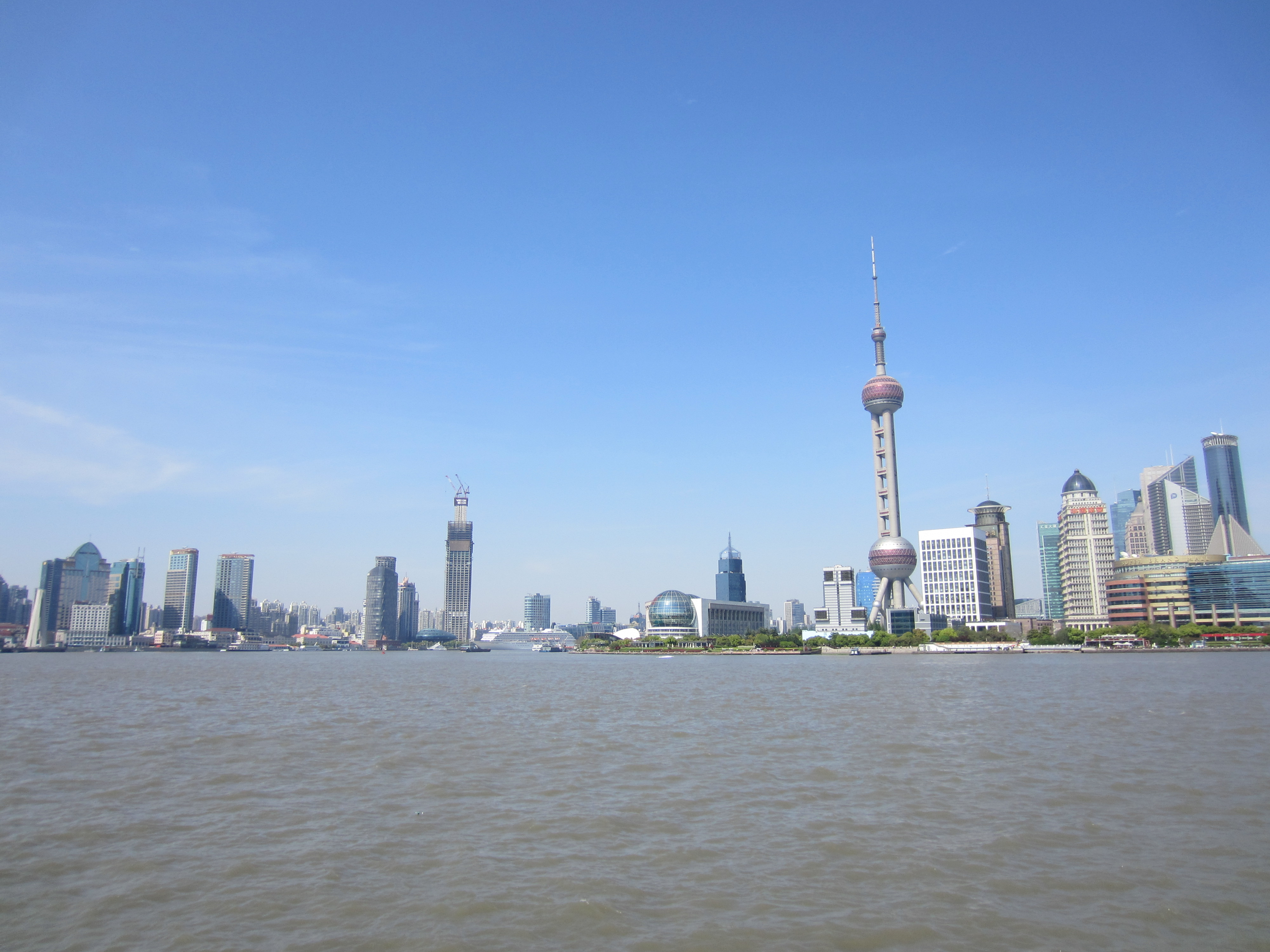
黄浦江对面的东方明珠塔

1990年起，各银行开始在浦东建立分行，至1991年，中国农业银行、中国建设银行、中国工商银行、交通银行、招商银行、中国银行等中国各大专业银行全部在浦东设立了分行。
上海证券交易所于1990年11月日由中国人民银行总行批准成立，12月19日正式营业。1991年2月，国家级粮油交易所在浦东张杨路金融商贸中心筹建，于1996年4月竣工。之后根据中国国务院的决定，上海金属交易所、上海粮油商品交易所、上海商品交易所之后合并为上海期货交易所，于1999年12月开始运作。
1990年9月上海市外高桥保税区开发公司和上海市陆家嘴金融贸易区开发公司成立。1990年8月，国务院批准在上海浦东外高桥设立保税区，工程于1991年8月起施工，至1992年3月建成并投入营运。到2003年5月，经过六次扩大海关监管区域隔离设施，封关运作面积达到8.5平方公里。

### 高新技术
1990年9月，上海市金桥出口加工区开发公司成立，2001年9月经海关总署批准设立金桥出口加工区，规划面积20平方公里，东部16平方公里的现代工业园区和现代商贸园区，西部为4平方里的现代生活园区和管理服务中心。
1992年7月，上海张江高科技园区作为国家高新技术产业开发区成立，规划面积25平方公里。1999年8月，上海市委、市政府颁布了“聚焦张江”的战略决策，明确园区以集成电路、软件、生物医药为主导产业，集中体现创新创业的主体功能。

## 影响

### 浦东的发展
浦东的地区生产总值(GRP)在1990年之后的20年间剧增60余倍，占上海经济的比重逐渐接近30%。上海经济也在之后连续十余年保持10%以上年增长，再度巩固了作为中国经济、金融及贸易中心的地位。
| 经济指标（亿元） | 地区生产总值 | 第一产业 | 第二产业 | 第三产业 | 工业总产值 | 固定资产投资 | 财政总收入 | 进出口总额 |
| 1993年           | 60（1990年） | 2.1      | 114.5    | 47.4     | 604.4      | 14.2         | 11.2       | 25.9       |
| 2009年           | 4001.4       | 30.6     | 1706.3   | 2264.5   | 7038.2     | 1420.8       | 1356.0     | 1389.9     |
| 倍数             | 66.7         | 14.6     | 14.9     | 47.8     | 11.6       | 100.1        | 121.1      | 53.7       |

截至2009年底，陆家嘴金融贸易区集聚了556家金融机构，占上海全市的七成；张江高科技园区内集聚了128个国家重大科技专项、42个国家市区三级公共技术服务平台，经认定的国家高新技术企业306家，入驻留学生企业900多家，园区内集成电路产业营业收入约占全国的两成；金桥出口加工区的工业总产值超过2300亿元。

### 对长三角的影响
浦东新区不仅为上海建设国际经济、贸易、金融、航运中心的核心功能区，为上海国民经济的快速发展提供了坚实的支撑，同时也成为了长江三角洲经济发展的龙头，通过上海对长三角经济带具有辐射作用，促进了地区经济的迅速发展。浦东吸引了高端制造业与服务业，使得长三角的产业链具有一定的层次性，而且作为金融中心，为长三角地区的融资创造了很好的条件。而洋山港和浦东国际机场提供了良好的客运与货运能力，帮助了长三角地区的进出口贸易。

### 对珠三角的影响
由于长三角地区是中国经济最发达的地区，珠三角地区在交通、历史、工业基础、农业基础等各个方面皆不及长三角，因此浦东开发开放使珠三角受到巨大冲击，从此丧失了独有的政策竞争优势。1990年以后，珠三角开始尝试进行产业结构调整升级，但由于缺少高等院校和科研院所，高新技术产业的发展亦受到限制。

## 后续
浦東開發開放後，坊間用"一年一个样，三年大变样"形容浦東開發開放的成果。1992年2月17日，鄧小平來到上海視察時，表示沒有先選擇先開發開放上海，而是選擇先開發開放南方四个经济特区，主要是从地理上、外资情况上考虑，造成「浦东开发晚了，这是我的失误」。